# San José del Guaviare
San José del Guaviare a kolumbiai Guaviare megye székhelye.

## Földrajz
A település Kolumbia közepén, Guaviare megye északi részén, Meta megye határán, a Guaviare folyó jobb partján található, annak egyik kanyarulatának külső oldalán, körülbelül 175 méteres tengerszint feletti magasságban. A község, amelynek a település a központja, a megye egész északi részét elfoglalja, területe 16 178 km². Az éves átlaghőmérséklet 25 °C.
A város két főút végpontja: a 65-ös északnyugat felé vezet, a 75-ös pedig az innen délre fekvő Calamar városába. A település repülőtere a Jorge Enrique González repülőtér, a Guaviare folyót hajózásra is használják.

## Gazdaság
A gazdaság fő ágai a növénytermesztés és az állattenyésztés. A legfontosabb növények a kukorica, a manióka és a banán, de jelen van a rizs és a gyapot is, saját fogyasztásra pedig zöldségeket is termelnek. Az utóbbi években egyre jelentősebb szerepet nyer a halászat, a folyóból kifogott halakat még Villavicencióba és Bogotába is szállítják.

## Élővilág
A város környékének igen gazdag élővilága van. A trópusi fákból álló őserdő és a környező vizek olyan állatoknak adnak otthont, mint például a gyümölcsevő piranha, a Pimelodus maculatus nevű harcsaalakú hal, az óriásvidra, az oncilla, különféle övesállatok, a fekete teknős, a boa, az andoki lándzsakígyó, a Chironius monticola nevű kígyó, a jabiru, a sárgahomlokú amazon, az arapapagáj, a tukánfélék és a barnaarcú aratinga.

## Története

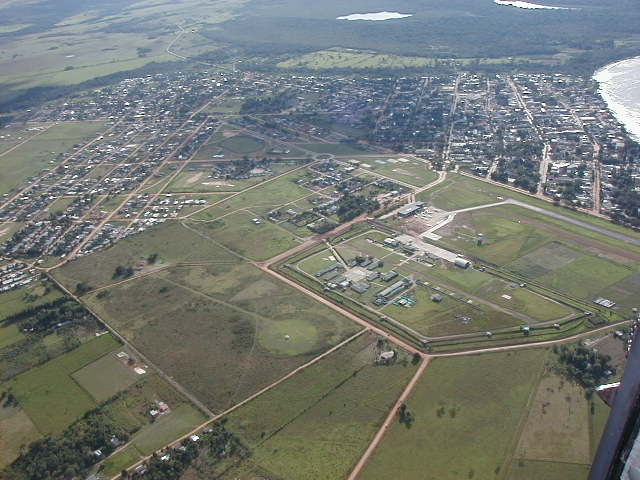
Légi felvétel a városról

A 19. század végén egy José de la Vega nevű szerzetes járta be az Ariari és a Guaviare folyók környékét, aki eljutott a mai város helyére, egy Mutup nevű helyre is, ahol a mitua indiánok települése állt. 1910-ben az ország különböző részeiről érkező kaucsukkitermelők telepedtek le itt, köztük Homero Benjumea, Leoncio Rodríguez, Pablo Espitia, Félix Restrepo, Carlos Durán és Nepomuceno González. Településüket, amely hamarosan a Calamarba irányuló kaucsukkereskedelem központja lett, ők nevezték el San José del Guaviarének. 1931-ben azonban Miguel Cervo vaupési megbízott megalapította Mitú városát, amelyet Vaupés székhelyévé tett, ez pedig Calamar hanyatlását is magával hozta, ettől pedig San José élete is megváltozott. 1950-ben építették fel az első templomot és Eloisa Benjumea tanítónő vezetésével az első iskolát. A következő korszakban, amikor számos helyen tombolt az erőszak Kolumbiában, San Josében körülbelül 20 ház állt, ám ezek is leégtek, lakóik szétszóródtak, és csak később alapították újra a települést. Ekkor a lakók főleg vadászattal, valamint bőrrel és kaucsukkal foglalkoztak, de megjelent a marihuánakereskedelem is.
1976-ban hozták létre az önálló San José de Guaviare községet, majd 1991-ben Vaupésből kivált az önálló Guaviare megye, amelynek San José a székhelye lett.